# Фольке Фильбютер
Фольке Фильбютер (швед. Folke Filbyter) — популяризированное имя языческого прародителя клана Дома Бьельбу. Поскольку Фольке, согласно сказаниям, был прапрадедом Биргера Бросы, он должен был жить в XI веке. У него были сыновья Ингевальд, Ингемунд и Хальстен.
Его прозвище Фильбютер (швед. Filbyter) произошло из древней шведской словоформы fölbitare, что дословно означает «кусающий жеребёнка», и, как полагают, относится к человеку, который кастрирует своими зубами коней.
Он не упоминается ни в одном историческом источнике того времени, который может доказать его существование. Его имя впервые было обнаружено в источнике 1616 года, в письме Иоханнеса Мессениуса. Тем не менее, Мессениус получил данные из источников 1400-х годов, которые были копиями более ранних материалов. Согласно этому источнику, Биргер Ярл, равно как и группа его политических оппонентов, называемых в народе Фолькунгами, произошли от человека по имени Фольке.

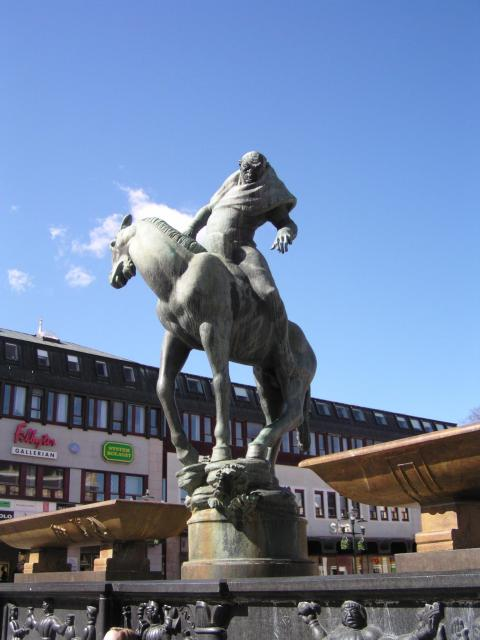
Фольке Фильбютер, ищущий своего внука, статуя Карла Миллеса в Линчёпинге.

## В художественной литературе
- Фольке Фильбютер занимает центральное место в романе Вернера фон Хейденстама «Фольке Фильбютер» (1905), первой части незаконченной трилогии Folkungaträdet (Древо Фолькунгов).[2] В романе Фольке Фильбютер, центральная фигура, выступает как трагически презренный отец. Фольке вернулся домой в Швецию из многих сомнительных предприятий во время своих экспедиций викингов, и он решил основать усадьбу Фолькетуна. Там у него появляется трое детей от низкорослой женщины, и хотя они богаты, они живут в той же грязной нищете, что и их трэллы. Двое из сыновей отправляются за приключениями на Русь, а третий сын похищает девушку, которая родила ему сына, прежде чем умереть во время родов. Фольке - атеист, который не стесняется уничтожать идолов как старой, так и новой веры. Когда его оставшийся сын, умирая, обращается в христианство, он отдаёт своего маленького ребёнка странствующему проповеднику. Фольке не может смириться с тем, что его внук и наследник исчез, и поэтому он отправляется на поиски своего внука. В конце концов, Фольке находит своего внука и двух сыновей, которые уехали за границу. Воссоединение трагично, а отверженный, униженный и презираемый Фольке восклицает: «любовь к вашим сердцам, мои дети, вы не можете дать мне, и это всё, что я когда-либо просил».[3]

- Фольке Фильбютер также появляется в романе шведского писателя Франца Бенгтссона «Рыжий Орм», опубликованном в 1940-х годах.

## Памятники и наименования
Статуя Карла Миллеса, стоящая на Старой площади в Линчёпинге, показывает Фольке Фильбютера, ищущего его пропавшего внука.
Его именем назван поезд региональной железной дороги в Швеции, которая проходит между Линчёпингом и Кальмаром и спортивный клуб спидвея в Линчёпинге. В пригороде Гётеборга есть улица имени Фольке Фильбютера.